# 泰瑞納山
第勒納山（Tyrrhena Patera）是一個位在火星提雷尼亞海區的一個中心火山口陷落的大型火山。該火山位於南緯21.36°、西經253.47°。  

## 概述
該火山命名自早期的反照率特徵。在第勒納山頂可以找到鏈坑，是因為物質陷落到火山內部空腔形成。因為其形成鏈狀，且有同心狀的破裂排列，因此該區表面可能是張性區。火山作用造成了外殼推升，形成空腔，造成物質陷落形成坑洞。  
第勒納山是火星最古老的火山之一。因為其相當古老的因素，可在其山坡上找到許多放射狀溝壑。當火山形成時，岩漿可能通過凍土後以容易被侵蝕的火山灰噴出，而非熔岩流。

## 圖片集

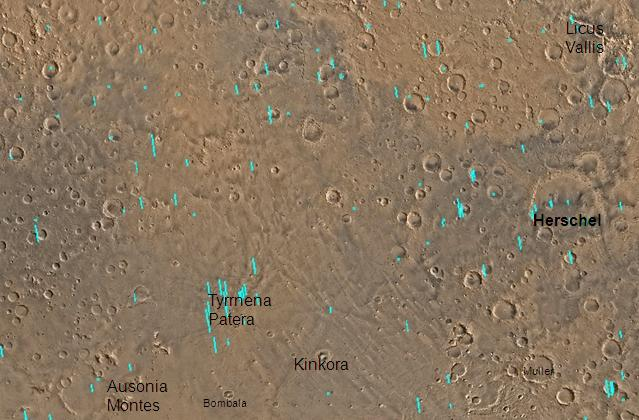
第勒尼安海区地圖，第勒納山是當地主要火山。